# Ježek (bière)

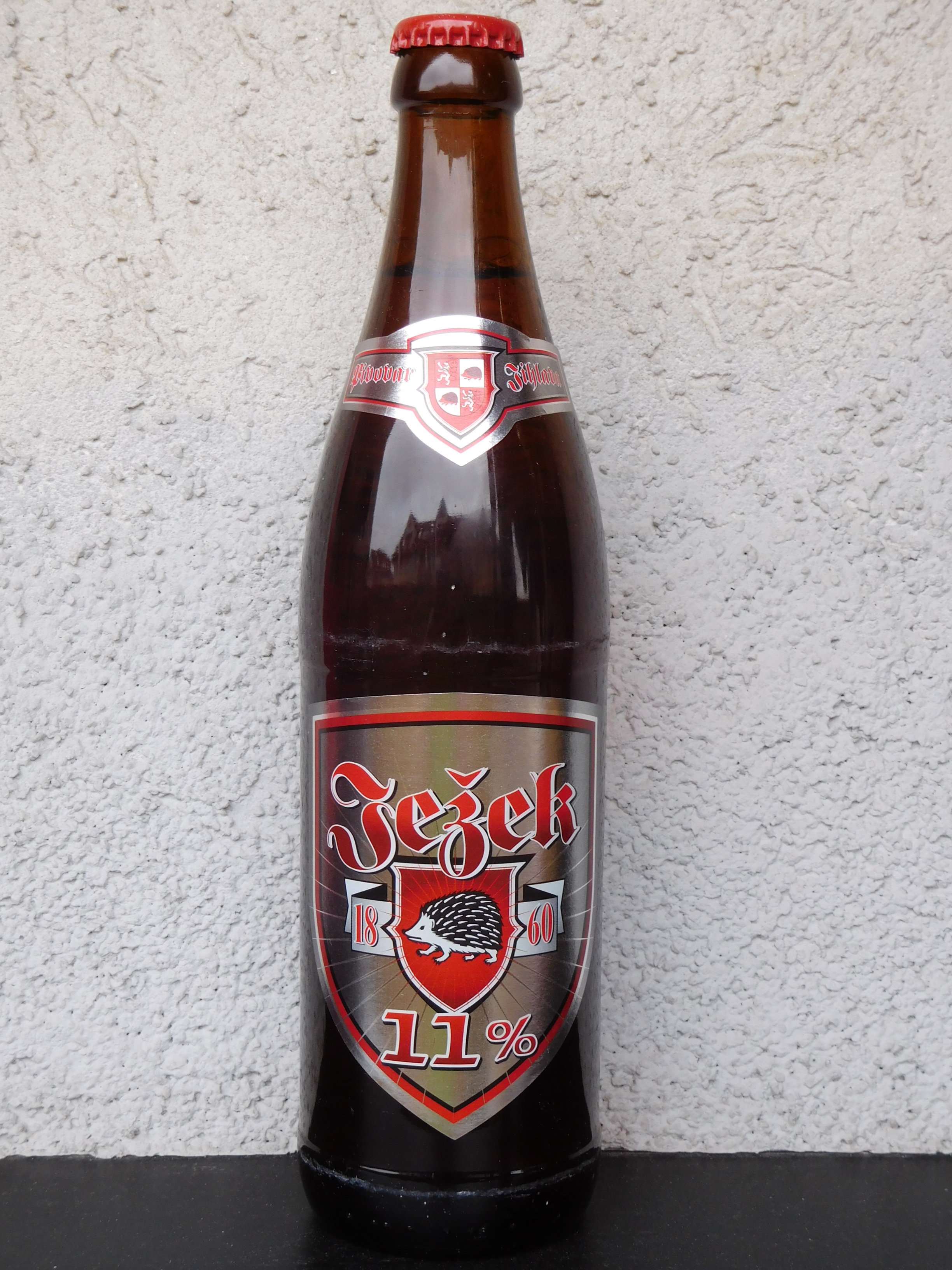

Ježek est une marque de bière produite dans la brasserie Jihlava (cs) de Jihlava.

## Histoire
Le nom Ježek ("hérisson", en tchèque) est dérivé de l'emblème de la ville de Jihlava, sur lequel se trouvent des hérissons.
A Jihlava, les premières mentions de fabrication de bière remontent au XIVe siècle. Comme d'autres métiers, l'association libre des malteurs et des brasseurs a créé la guilde des malteurs. Le premier véritable acte statutaire du malteur remplaçant fut confirmé par le conseil municipal de Jihlava en octobre 1579. En raison de sa qualité, la bière de Jihlava s'exporta bien et elle fut vendue, par exemple, à la cour de Vienne, à l'empereur et à d'autres personnalités de l'époque. Dans le pays, la bière de Jihlava était particulièrement populaire à Brno. En 1735, la guilde obtient de l'empereur Charles VI le privilège de tirer de la bière non seulement dans la ville de Jihlava mais aussi sur le territoire des villages avoisinants. Au début de 1859, la guilde décida de fermer ses quatre dernières petites brasseries, y compris les malteries domestiques, et de construire une nouvelle brasserie commune. La nouvelle brasserie de Jihlava a ouvert ses portes le 4 avril 1861. Cependant, la brasserie mentionne l'année de fondation comme étant 1860, date à laquelle la brasserie a commencé à fonctionner comme une entité économique importante.

## Procédé de fabrication
La brasserie utilise un procédé de fabrication identique à celui de la brasserie de Pilsen, selon Jan Janoušek, technicien de la brasserie : « Dans la salle de brassage nous procédons par chauffage direct, c’est-à-dire que les récipients de brassage ne sont pas chauffés avec de la vapeur mais par combustion du gaz. Le gaz est brûlé sur un brûleur et le gaz de combustion chauffe le récipient dans la salle de brassage. »

## Ventes
En 2010, la brasserie vendait ses bières en Scandinavie, mais aussi en Autriche, également en Italie et en Croatie,

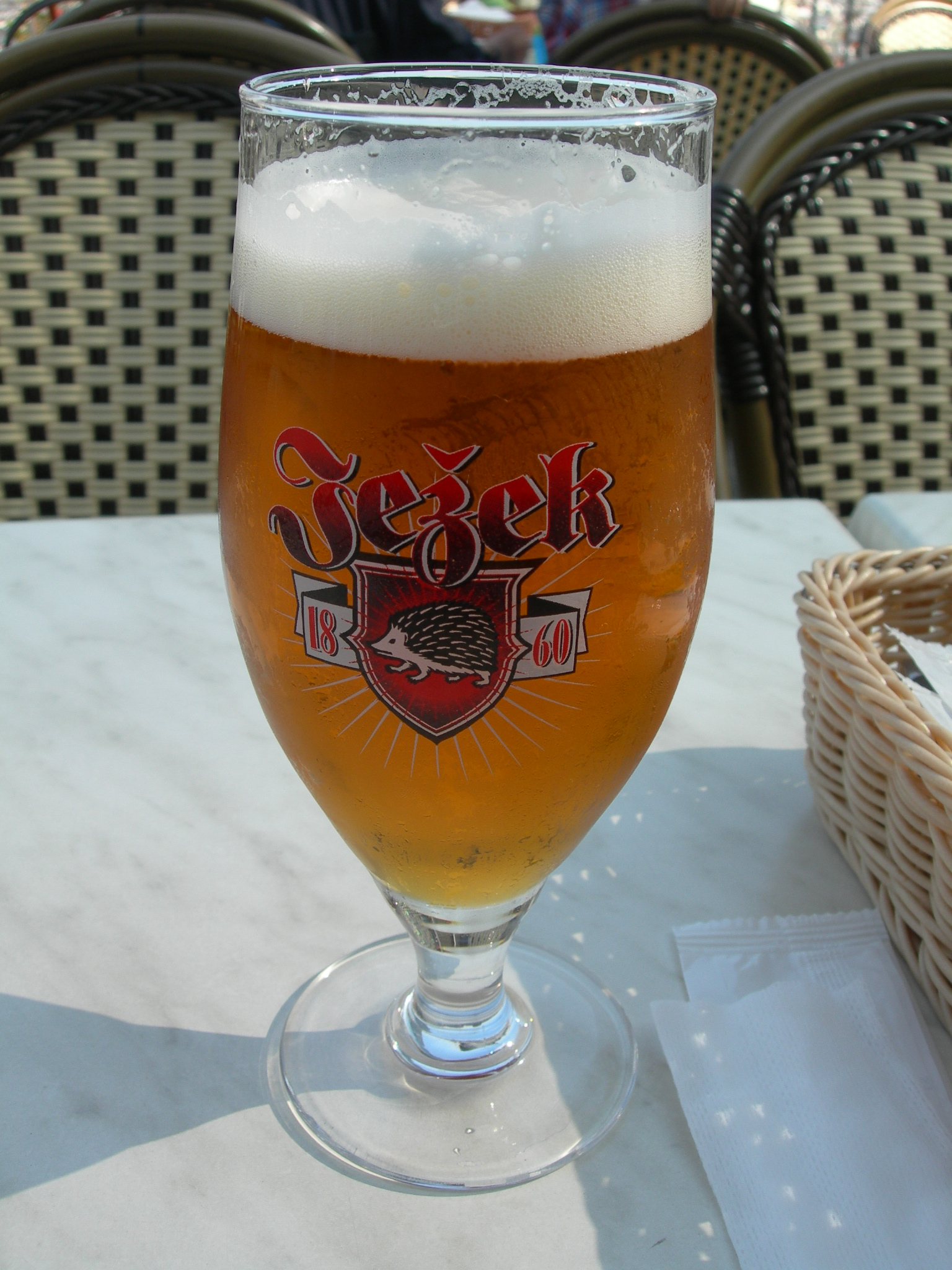